# Saša Bakarić
Saša Bakarić, slovenski nogometaš, * 18. marec 1987, Celje.
Bakarić je nekdanji profesionalni nogometaš, ki je igral na položaju vezista ali branilca. V svoji karieri je igral za slovenske klube Celje, Zagorje, MU Šentjur in Rudar Velenje ter avstrijske SV Wildon, SV Mühlgraben, SV Wolfsberg, USV Wies, SV Eberstein in SC Kappel. Skupno je v prvi slovenski ligi odigral 138 tekem in dosegel pet golov. Bil je tudi član slovenske reprezentance do 20 in 21 let.